# Marine Bressand
Marine Bressand (ur. 5 października 2001) – francuska skoczkini narciarska oraz kombinatorka norweska. Reprezentantka klubu CS Chamonix. Uczestniczka mistrzostw świata juniorów (2019) oraz olimpijskiego festiwalu młodzieży Europy (2017).

## Przebieg kariery
Pierwszy występ w międzynarodowych zawodach pod egidą FIS zaliczyła 1 marca 2014 roku w Gérardmer podczas konkursu OPA Games, w którym zajęła dziesiąte miejsce. Rok później zadebiutowała w zawodach Alpen Cup w Chaux-Neuve zajmując piętnaste miejsce, dzień później była sklasyfikowana o sześć pozycji niżej.
W marcu 2016 roku po raz pierwszy wystartowała w zawodach FIS Cup. W konkursach odbytych w czeskim Harrachovie zajęła miejsca w połowie czwartej dziesiątki zawodów.
W połowie lutego 2017 roku wzięła udział w zawodach olimpijskiego festiwalu młodzieży Europy rozgrywanych w Erzurum. Konkurs indywidualny zakończyła na trzynastym miejscu zwyciężając jedynie z Estonką Annemarii Bendi i Słowaczką Viktórią Šidlovą. Trzy dni później w konkursie drużyn mieszanych wraz z Romane Dieu, Mathisem Contamine i Jonathanem Learoydem sięgnęła po srebrny medal przegrywając tylko z reprezentacją Słowenii.
Jej debiut w zawodach Pucharu Kontynentalnego miał miejsce w drugiej połowie stycznia 2018 roku w Planicy, gdzie plasowała się w obu konkursach na miejscach w czwartej dziesiątce.
Rok później, pod koniec stycznia 2019 roku wystartowała w mistrzostwach świata juniorów w Lahti. Konkurs indywidualny zakończyła na trzydziestej ósmej lokacie, zaś konkurs drużynowy na miejscu szóstym.

## Mistrzostwa świata juniorów
| Miejsce | Dzień       | Rok  | Miejscowość | Skocznia     | Punkt K | HS     | Konkurs | Skok 1 | Skok 2 | Nota                  | Strata    | Zwycięzca      |
| ------- | ----------- | ---- | ----------- | ------------ | ------- | ------ | ------- | ------ | ------ | --------------------- | --------- | -------------- |
| 38.     | 24 stycznia | 2019 | Lahti       | Salpausselkä | K-90    | HS-100 | ind.    | 73,0 m | –      | 82,0 pkt              | 171,1 pkt | Anna Szpyniowa |
| 6.      | 26 stycznia | 2019 | Lahti       | Salpausselkä | K-90    | HS-100 | druż.   | 71,0 m | 74,5 m | 751,7 pkt (154,8 pkt) | 160,5 pkt | Rosja          |

## Zimowy olimpijski festiwal młodzieży Europy
| Miejsce | Dzień     | Rok  | Miejscowość | Skocznia       | Punkt K | HS     | Konkurs      | Skok 1 | Skok 2 | Nota                 | Strata    | Zwycięzca   |
| ------- | --------- | ---- | ----------- | -------------- | ------- | ------ | ------------ | ------ | ------ | -------------------- | --------- | ----------- |
| 13.     | 14 lutego | 2017 | Erzurum     | Kiremitliktepe | K-95    | HS-106 | ind.         | 63,5 m | 61,0 m | 83,1 pkt             | 140,6 pkt | Romane Dieu |
| 2.      | 17 lutego | 2017 | Erzurum     | Kiremitliktepe | K-95    | HS-106 | druż. miesz. | 59,5 m | 59,0 m | 713,2 pkt (53,7 pkt) | 123,4 pkt | Słowenia    |

## Puchar Kontynentalny

### Miejsca w poszczególnych konkursach Pucharu Kontynentalnego
| Sezon 2017/2018                                              |          |         |         |            |            |        |
| Notodden                                                     | Notodden | Planica | Planica | Brotterode | Brotterode | punkty |
| -                                                            | -        | 34      | 33      | -          | -          | 0      |
| Legenda                                                      |          |         |         |            |            |        |
| 1 2 3 4-10 11-30 poniżej 30 - – zawodniczka nie wystartowała |          |         |         |            |            |        |

## FIS Cup

### Miejsca w klasyfikacji generalnej
| Sezon     | Miejsce |
| --------- | ------- |
| 2017/2018 | 96.     |

### Miejsca w poszczególnych konkursachFIS Cup
stan po zakończeniu sezonu 2020/2021
| Sezon 2015/2016                                              |         |            |            |        |        |           |           |           |           |         |         |        |        |        |        |        |        |        |        |        |        |        |        |        |        |        |
| Villach                                                      | Villach | Szczyrk    | Szczyrk    | Râșnov | Râșnov | Harrachov | Harrachov | punkty    | punkty    | punkty  | punkty  | punkty | punkty | punkty | punkty | punkty | punkty | punkty | punkty | punkty | punkty | punkty | punkty | punkty | punkty | punkty |
| -                                                            | -       | -          | -          | -      | -      | 35        | 34        | 0         | 0         | 0       | 0       | 0      | 0      | 0      | 0      | 0      | 0      | 0      | 0      | 0      | 0      | 0      | 0      | 0      | 0      | 0      |
| Sezon 2017/2018                                              |         |            |            |        |        |           |           |           |           |         |         |        |        |        |        |        |        |        |        |        |        |        |        |        |        |        |
| Villach                                                      | Villach | Kandersteg | Kandersteg | Râșnov | Râșnov | Whistler  | Whistler  | Rastbüchl | Rastbüchl | Villach | Villach | Falun  | punkty |        |        |        |        |        |        |        |        |        |        |        |        |        |
| -                                                            | -       | 25         | 21         | -      | -      | -         | -         | -         | -         | -       | -       | -      | 16     |        |        |        |        |        |        |        |        |        |        |        |        |        |
| Legenda                                                      |         |            |            |        |        |           |           |           |           |         |         |        |        |        |        |        |        |        |        |        |        |        |        |        |        |        |
| 1 2 3 4-10 11-30 poniżej 30 - − zawodniczka nie wystartowała |         |            |            |        |        |           |           |           |           |         |         |        |        |        |        |        |        |        |        |        |        |        |        |        |        |        |

## Alpen Cup

### Miejsca w klasyfikacji generalnej
| Sezon     | Miejsce |
| --------- | ------- |
| 2014/2015 | 49.     |
| 2015/2016 | 34.     |
| 2016/2017 | 32.     |
| 2017/2018 | 30.     |
| 2018/2019 | 21.     |
| 2019/2020 | 35.     |